# Diaków
Diaków (ukr. Дяків) – wieś w rejonie sławuckim obwodu chmielnickiego Ukrainy.
Prywatna wieś szlachecka, położona w województwie wołyńskim, w 1739 roku należała do klucza Diaków Lubomirskich.